# Єсільське
Єсі́льське (каз. Есіл) — село у складі Єсільського району Північноказахстанської області Казахстану. Входить до складу Покровського сільського округу.
Населення — 135 осіб (2021; 155 у 2009, 210 у 1999, 348 у 1989).
Національний склад станом на 1989 рік:
- росіяни — 63 %
- казахи — 22 %.